# SafetySuit
I SafetySuit sono un gruppo rock statunitense di Tulsa, Oklahoma, residenti a Nashville, Tennessee.
Il loro primo album, Life Left To Go, è uscito nel 2008 (con i brani Stay e Someone Like You. Nel gennaio 2012, è uscito il loro secondo album These Times (con i brani Let Go e These Times), ed è stato in cima alle classifiche degli album più venduti di iTunes. Diversi singoli sono stati presenti in spettacoli televisivi come Kyle XY. Sono stati in tour con artisti di successo come 3 Doors Down, The Script, Collective Soul, Ryan Star, Hoobastank, Parachute, Daughtry, e i Goo Goo Dolls.

## Storia
Il cantante Doug Brown, il batterista Tate Cunningham, il bassista Jeremey Henshaw, e i chitarristi Curtis Lloyd e Jesse Carey, studenti della Oral Roberts University a Tulsa, Oklahoma, fondarono la band "Crew", che vinse una competizione locale, divenne localmente popolare e registrò Day After Yesterday, co-prodotto con il produttore locale David John. Curtis Lloyd e Jesse Carey lasciarono poi la band e furono sostituiti dal chitarrista Dave Garofalo.
Nel 2004 i Crew si trasferiscono a Nashville, Tennessee e rititolano Day After Yesterday per creare il Crew EP. Nell'estate del 2005, la band registra un EP con quattro brani prodotte da Greg Archilla e registrano 4 canzoni dal titolo Stay. Poco dopo la band suona al 12 & Porter e firma un contratto con la Universal, cambiando il nome in SafetySuit per evitare problemi legali.

### Life Left To Go (2007-2009)
I SafetySuit registrarono il loro primo album, Life Left To Go, nel 2007, ancora con il produttore Greg Archilla. Nel febbraio 2008 ne estrassero il singolo Someone Like You, uscito prima che fosse distribuito l'album completo, il 13 maggio 2008.
Dall'album sono stati estratti altri due singoli: (Stay ed Annie). Il brano Anywhere But Here è stato introdotto in un episodio della serie televisiva Kyle XY e i brani (Something I Said e What If) sono stati inseriti nello show televisivo di MTV The Hills.

### These Times e Hallelujah EP (2010-2012)
Nel 2010, la band ritorna in studio per lavorare al secondo album con i produttori Howard Benson, Ryan Tedder, ed Espionage. Il 21 marzo 2011 la band annuncia su Facebook che il primo singolo del nuovo disco sarebbe stato intitolato (Get Around This), prodotto da Espionage, e disponibile per il download dal 19 aprile 2011. Il 6 luglio 2011, il video del brano uscì in anteprima sul sito Noisecreep.
Il secondo singolo (Let Go) fu distribuito in anteprima il 2 settembre sulla pagina Facebook della band ed uscì ufficialmente il 20 settembre. Il video del brano è stato nella ottava posizione di Top 20 Countdown di VH1.
Il 19 luglio 2011 fu annunciato tramite un video twittato dal cantante Doug Brown, che il secondo album dei SafetySuit, These Times, sarebbe stato distribuito il 18 ottobre, ma il 3 settembre la data fu spostata al 1º novembre e il 18 ottobre fu nuovamente ritardata al gennaio 2012. Nel frattempo è stato distribuito il brano di apertura dell'album: (Believe) e Doug Brown ha scritto la canzone May per l'album di James Durbin, Memories of a Beautiful Disaster.
L'album These Times è stato infine messo in vendita il 10 gennaio 2012, esclusivamente tramite iTunes.
Il video per il terzo singolo, These Times, è stato presentato il 6 gennaio 2012 su YouTube, dove è stato accolto molto positivamente.
La band si è unita a Mike Sanchez e Daughtry al Break the Spell Tour a partire da marzo. Il 7 settembre 2012, hanno intrapreso il loro primo tour da headliner in Filadelfia, (PA) sostenuti da Go Radio e da Taylor Barrett.
Il 28 agosto 2012, i SafetySuit mettono in vendita tramite iTunes l'Hallelujah EP, che include una cover di Leonard Cohen Hallelujah, una versione di Never Stop, una versione orchestrale di Anywhere But Here, ed una versione acustica di "Let Go".

### Terzo album in studio e Perfect Color EP (2013-2017)
Il 26 giugno 2013, la band ha annunciato la registrazione in corso del loro terzo album in studio. (On Your Side), il primo singolo è stato messo in vendita su iTunes il 3 dicembre 2013.
L'uscita dell'album era stata annunciata per i primi mesi del 2014 e in un twit del 7 gennaio 2014, la band ha annunciato prossime notizie riguardanti l'album e il tour, non hanno più dato notizie sui social fino ad un anno dopo, il 7 gennaio 2015, quando è comparsa sull'account ufficiale di Twitter un'immagine con la scritta "Non chiamatelo un ritorno" e la didascalia "'Ora, cosa stavamo dicendo...?".
Nel mese di gennaio continuarono a dare notizie: il 9 gennaio una foto della tracklist, il 12 gennaio 15 secondi di clip video del brano (Perfect Colors) su Instagram e Facebook e il 27 gennaio un'altra clip video di 1.17 minuti con l'anteprima del brano (Ordinary Girl).
Il 24 marzo 2015, la band posta sul proprio canale YouTube la versione acustica del brano Kiss Me Back, inedita anche nella tracklist pubblicata in gennaio, e l'11 agosto posta la canzone (Heart Attack - the lost b-side), un brano suonato dal vivo ma mai pubblicato, dedicato al fanclub "Safetysuit Nation".
Il 23 ottobre è stato messo in vendita su iTunes il secondo singolo, (Looking Up) annunciato il 17 settembre.
Il 28 gennaio 2016, la band ha dato il via al Winter Tour 2016 a Columbus, Ohio, il primo dal 2012. Il 2 febbraio su iTunes e su Amazon music è stato pubblicato il terzo singolo, Pause.
Il 15 agosto 2016, la band ha annunciato l'uscita dell'album nel mese di ottobre 2016, accompagnato da un nuovo tour con i Goo Goo Dolls, ma il 18 ottobre la data di distribuzione è stata spostata al 4 novembre 2016. Il 25 ottobre annunciano che a partire dal gennaio 2017 farranno un altro Headlining tour.
Il 2 novembre è stato postato su YouTube il brano Better.
Nei primi mesi del 2017 la band annuncia l'uscita di un nuovo inedito nel corso dell'anno. Nel mese di marzo ad un evento in cui partecipano portando canzoni in versione acustica presentano il brano "Perfect Color". Il 5 maggio esce su itunes il nuovo singolo "Perfect Color". Inoltre la band annuncia sui social che il prossimo tour partirà in autunno.
l'11 Luglio 2017 tramite un comunicato apparso sui social, la band annuncia che il chitarrista Dave Garofalo lascia la band per perseguire altri interessi. Nel corso delle settimane annunciano durante un'intervista l'imminente uscita di un nuovo EP nel corso dei mesi seguenti dal titolo Perfect Color EP. Giorno 1 Ottobre durante i "Live on Plane" eseguono live una nuova canzone dal titolo "Compass", annunciando l'uscita imminente di nuova musica fra Ottobre/Novembre. A fine Ottobre la band annuncia l'uscita del nuovo EP per il giorno 15 Novembre 2017 con quattro tracce, di cui due in versione acustica.

### Nuovo singolo e progetti futuri (2018-)
Nel Dicembre del 2017 con un post sui social network il frontman della band annunciava che il soggiorno in California li avesse ispirati e che nuova musica in formato "singolo" senza nessun album o Ep in uscita sarebbe arrivata quanto prima. Tre mesi dopo esattamente il 13 Marzo 2018, con un post su Twitter la band annuncia che il 30 del mese corrente il nuovo singolo "Victory" debutterà in tutte le piattaforme di musica. Il 9 Luglio 2018 con un post sui social la band lascia presagire l'arrivo imminente di una nuova canzone. Quattro giorni dopo infatti, postano un breve video con sottofondo il prossimo singolo dal titolo "Feels" in uscita il 27 Luglio. Ad Ottobre la band con un tweet annuncia l'imminente uscita di un nuovo singolo, ancora senza titolo. Probabilmente l'uscita è fissata per il 2019. Nel corso del mese di Luglio 2019, la band annuncia l'uscita nel mese di Agosto del nuovo singolo "Stuck to You". Il 3 Aprile 2023 dopo anni di silenzio tornano sui social annunciando l'uscita di due nuove canzoni, la prima "Good day To Be Alive" viene pubblicata il 28 Aprile, per quanto riguarda invece la seconda canzone dal titolo "Peace" bisognerà attendere il 2024.

## Discografia

### Album
- Life Left To Go (2009)

1. Someone Like You
2. Apology
3. Find a Way
4. Stay
5. Something I Said
6. Anywhere But Here
7. Down
8. The Moment
9. Annie
10. What If
11. Gone Away
12. Life Left To Go

- These Times (2012)

1. Believe
2. Get Around This
3. Let Go
4. Staring at it
5. These Times
6. Never Stop
7. One Time
8. Crash
9. Stranger
10. Things To Say
11. Life In The Pain
12. You Don't See Me (Bonus Track)

- Hallelujah EP (2012)

1. Hallelujah (Leonard Cohen)
2. Never Stop (Wedding Version)
3. Anywhere But Here (Orchestral Version)
4. Let Go (Acoustic Version)

- Safetysuit (2016)

1. Prelude 113
2. You
3. This City
4. Better
5. Looking Up
6. Pause
7. Numbers or Faith
8. Beat of Yuor Heart
9. Wherever You Go
10. Confused
11. Ordinary Girl
12. Holding On
13. On Your Side
14. F2B

- Perfect Color EP (2017)

1. Perfect Color
2. Perfect Color (Acoustic)
3. Compass (Acoustic)
4. Compass

## Videografia
| 2008 | Someone Like You                   |
| ---- | ---------------------------------- |
| 2009 | Stay                               |
| 2011 | Get Around This Let Go             |
| 2012 | These Times Hallelujah             |
| 2016 | Looking Up Better Numbers or Faith |
| 2017 | Perfect Color                      |
| 2018 | Feels                              |

## Singoli
| 2008 | Someone Like You                   |
| 2009 | Stay                               |
| 2011 | Get Around This Let Go             |
| 2012 | These Times Hallelujah             |
| 2016 | Looking Up Better Numbers or Faith |
| 2017 | Perfect Color Compass              |
| 2018 | Victory Feels                      |
| 2019 | Stuck to You                       |
| 2023 | Good Day To Be Alive               |
| TBA  | Peace                              |